# La cura (singolo Franco Battiato)
La cura è un singolo del cantautore italiano Franco Battiato, pubblicato nel 1997 dalla Mercury Records come estratto dall'album L'imboscata.
Il brano in versione digitale è certificato triplo disco di platino con oltre 150 000 copie vendute.

## Descrizione
Ne La cura, la voce di Battiato si rivolge ad una persona amata («Perché sei un essere speciale») con evocazioni ed esortazioni alla guarigione, facendo leva sul potere terapeutico della musica e delle parole e ricorrendo a suggestioni filosofiche («Percorreremo assieme le vie che portano all'essenza»), esotiche («Vagavo per i campi del Tennessee / come vi ero arrivato chissà») e oniriche («Più veloci di aquile i miei sogni / attraversano il mare»).
Il brano è diventato uno dei più popolari dell'artista siciliano, riscuotendo in breve tempo un grande successo di pubblico e critica e venendo giudicato "Canzone italiana dell'anno" al Premio italiano della musica del 22 marzo 1997. Pochi mesi dopo, Battiato partecipa con il pezzo al Festivalbar 1997.
La seconda traccia inclusa nel singolo, estratta dall'album La emboscada, è la versione spagnola di Strani giorni, con testo adattato da Milagrosa Ortiz Martín.

## Video musicale
Il videoclip che accompagna il brano, girato a Lisbona, è diretto da Riccardo Paoletti.

## Tracce

### CD Italia
Musiche di Franco Battiato.
1. La cura – 4:01 (testo: Franco Battiato e Manlio Sgalambro)
2. Días extraños (feat. Nicola Walker Smith) – 3:57 (testo: Manlio Sgalambro, Benedict Fenner e Milagrosa Ortiz Martín)

Durata totale: 7:58

### CD Spagna (promozionale)
Musiche di Franco Battiato.
1. El cuidado – 4:02 (testo: Franco Battiato, Manlio Sgalambro e Milagrosa Ortiz Martín)
2. La cura – 4:01 (testo: Franco Battiato e Manlio Sgalambro)

Durata totale: 8:03

## Altre versioni
Vista l'ottima accoglienza, Battiato canterà La cura in quasi tutti i suoi successivi concerti di musica leggera, includendone una versione in tutti i suoi album live, a partire da Last Summer Dance. Della traccia dal vivo presente su quest'album, esiste anche una versione in cui sono stati rimossi gli applausi e i cori del pubblico, pubblicata su un singolo promozionale del 2003. È stata inoltre inclusa un'altra versione dal vivo sull'EP di Shock in My Town, estratta dal video album L'imboscata Live Tour 1997.
La canzone è stata cantata in spagnolo da Battiato col titolo El cuidado e con testo adattato da Milagrosa Ortiz Martín. È presente sull'album La emboscada, su un CD promozionale uscito in Spagna e come seconda traccia del singolo Di passaggio.
Nel 2010 viene inserita nell'album Ti amo anche se non so chi sei, cantata da più artisti in favore di una campagna per la donazione degli organi. Vi partecipano lo stesso Franco Battiato, Lucio Dalla, Florence Donovan, Gianni Morandi, Iskra, Roberto Ferri e la cantante iraniana Sepideh Raissadat.
La cura è presente anche nell'ultimo album di Battiato, Torneremo ancora, dove è accompagnato nell'esecuzione dalla Royal Philharmonic Orchestra.

### Cover
Negli anni la canzone ha avuto molte cover, tra cui quelle di:
- 2008 - Adriano Celentano, singolo (Clan Celentano - 4031-2); nella raccolta L'animale (Clan Celentano – CLN 2075-2).
- 2008 - Silvia Mezzanotte, come ultima traccia del suo album Lunatica (NAR International – 105082).
- 2009 - Alice, inclusa nel suo album dal vivo Lungo la strada (Arecibo – 0196245).
- 2012 - Noemi, che ha eseguito live il brano durante il RossoNoemi tour.[9] Dal tour è estratto un doppio album dal vivo intitolato RossoLive, pubblicato il 18 settembre 2012 con etichetta Sony Music (88725460812).[10]
- 2017 - Fiorella Mannoia, che ha eseguito live il brano durante il suo tour musicale Combattente, inserito nell'album Che sia benedetta (Columbia Records – 88985430641).
- 2019 - Algebra, gruppo rock che ha realizzato una cover live del brano, pubblicata nell'album Deconstructing Classics (Andromeda Relix – AND 73). Ospiti di questa versione, due ex membri dei Genesis: Steve Hackett alla chitarra solista e Anthony Phillips alla chitarra a 12 corde ed al clavicembalo.
- 2025 - Simone Cristicchi ft. Amara, eseguita nella serata dei duetti della 75ª edizione del Festival di Sanremo. [11]
- 2025 - Mariella Nava (feat. Salvatore Cauteruccio, Roberto Musolino e Giuseppe Miele) pubblicato il 23 marzo come omaggio per l'ottantesimo compleanno che il maestro avrebbe compiuto il giorno successivo.

Parte del testo è inoltre citato da Checco Zalone nel brano Angela e da Caparezza in Sono troppo stitico, traccia dell'album Habemus Capa.

## In altri media
La cura è stata utilizzata nella colonna sonora dei film Mio fratello rincorre i dinosauri (2019) e Tutti per 1 - 1 per tutti (2020).

## Altro
La cura è stata oggetto della seconda prova di maturità del Liceo Artistico nel 2025.